# 米塔制
米塔制 （奇楚瓦語發音：[ˈmɪˌtʼa]) 是印加帝國和西班牙美洲殖民地的一种徭役制度。印加帝國时代，當局會讓印第安人酋长、官吏修建公共工程。西班牙征服秘鲁后，繼續實施米塔制，規定印第安人要替殖民當局从事采矿、修路等工作。1574年2月，西班牙秘魯總督轄區总督全面推行米塔制，规定除酋长及其子女外所有18至50岁的印第安人男子都要服徭役，即前往礦山勞動，為期4个月。印第安人每周報酬為2比索，不過實際上印第安人經常拿不到規定的報酬，而且徭役时间要延長到一年以上，所以很多印第安人在服徭役期間死亡。19世纪初拉丁美洲各国独立后，米塔制被取消。